# ラファイエット郡 (ミシシッピ州)
ラファイエット郡（英語: Lafayette County）は、アメリカ合衆国ミシシッピ州の郡である。人口は5万5813人（2020年）。郡庁所在地はオックスフォード。アメリカの作家ウィリアム・フォークナーの複数の作品中に登場する架空の土地、ヨクナパトーファ郡のモデルとされる。

## 地理
アメリカ合衆国国勢調査局の調査によれば、ラファイエット郡の総面積は約1,759km2であり、そのうち陸地面積は約1,634km2、水面は約124km2である。統計単位としては、オックスフォード小都市統計地域はラファイエット郡の全域を含む。マーシャル郡に北で、ユニオン郡に北東で、ポントトク郡に南東で、カルフーン郡に南で、ヤロブシャ郡に南西で、西でパノラ郡、北西でテイト郡と隣接する。郡の名称はアメリカ独立戦争に従軍したフランスの軍人、マルキ・ド・ラファイエット侯爵（1757年-1834年）に由来する。

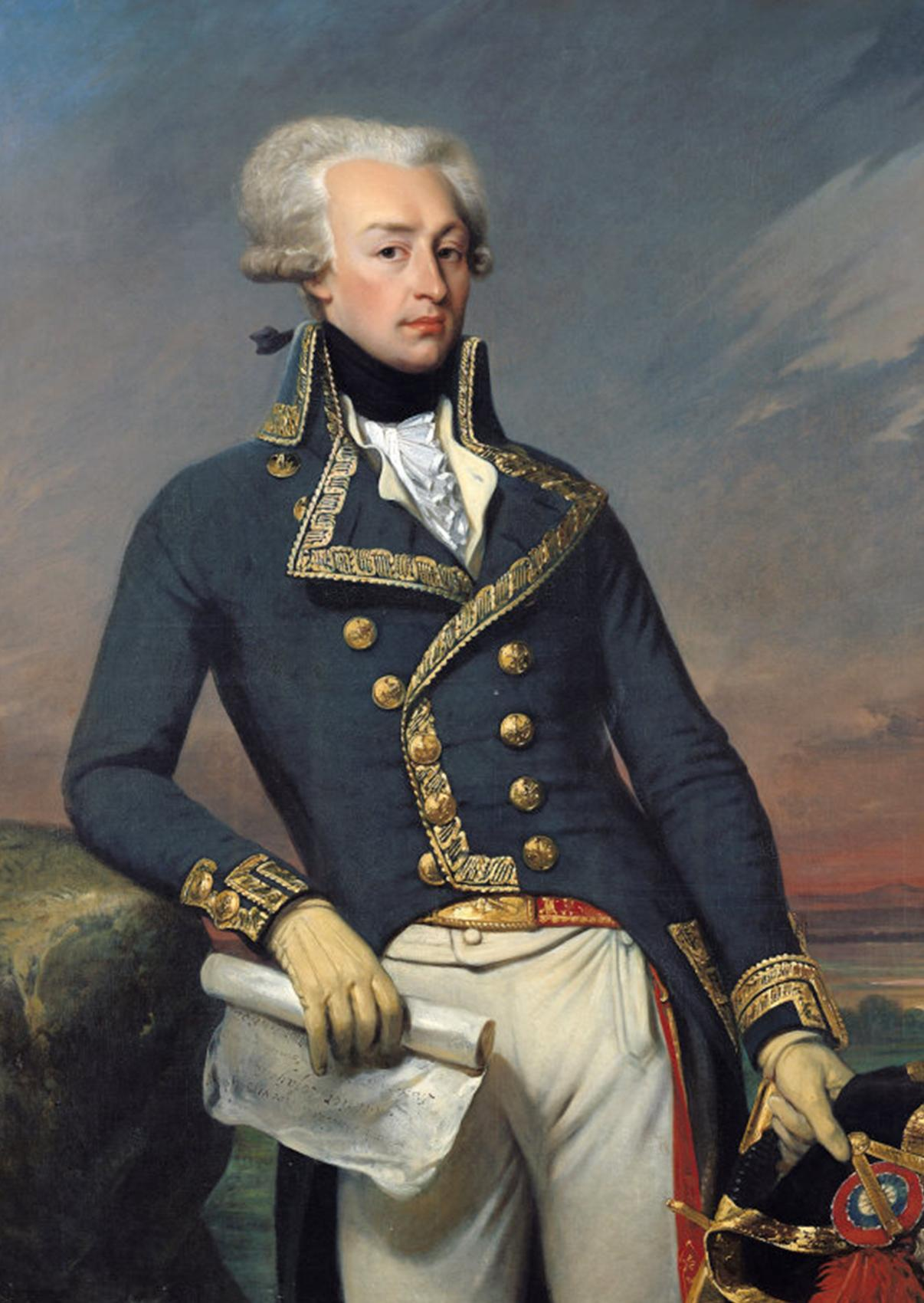
マルキ・ド・ラファイエット

### 道路
- ミシシッピ州道6号線（郡内は国道278号線と重複）
- ミシシッピ州道7号線
- ミシシッピ州道30号線

### 自然保護地域
- ホーリースプリングス国有林